# 마샬 D. 티치
마샬 D. 티치(Marshall D. Teach, マーシャル・D・ティーチ)는 일본 만화 및 애니메이션 《원피스》(ONE PIECE)에 나오는 등장인물이다.

## 소개
성우 : 오오츠카 아키오 / 이봉준(KBS) / 이원찬(애니원)
흰 수염의 배에서 어둠어둠 열매를 얻기 위해 삿치를 죽이고 탈주했다. 어둠어둠 열매를 먹어 자연계 어둠인간이어서 블랙홀로 공격한다. 먹은 열매인 어둠어둠 열매는 자연계이나 다른 열매와는 이질적이어서 상대방의 공격을 받아넘기는 다른 열매와 달리 배로 데미지를 받는 특징을 가지고 있다. '불주먹' 故 에이스를 잡은 장본인이다. 흰 수염을 죽이고 난 뒤 자신의 이형(異形)인 신체구조를 이용하여 흔들흔들 열매의 능력을 가지게 된다. 이후, 몽키 D. 루피의 아버지이자 혁명군 총사령관인 몽키 D. 드래곤이 있는 혁명군 총본부인 바르티고를 괴멸시킨게 드러났다. 903화에서 사황이 된 후에 처음으로 보이게 된다. 루피가 5번째 황제로 등극하게 된 기사를 보면서 웃으며 '황제 너한테는 아직 이르다'는 말을 한다. 908화에선 현상금은 공개되지 않았지만, 루피의 수배서와 시라호시 사진과 함께 포스터가 칼로 조각조각 찢긴 모습으로 나와있었다. 하지만, 925화에서 모습이 등장하는 동시에 현상금이 공개되었다. 현상금은 39억 9600만(22억 4760만 →39억 9600만) 베리로 사황 중 한 명인 카이도를 쓰러뜨리면서 30억 베리로 상승한 여태까지 나온 현상금액 중에 최고였던 루피의 현상금보다 높은 금액이고, 골드 로저와 모든 사황들 중 5번째로 높다.
前 현상금:0베리
현 현상금:22억 4760만 베리  → 39억 9600만 베리
前 흰 수염 해적단 2번대 소속의 고참으로 순전히 자신의 욕망을 실현시키기 위한 목적으로 수십 년간 숨죽여 지내다가 4번대 대장 삿치를 살해후 그가 습득했었던 악마의 열매를 빼앗아 도주한다. 어둠어둠 열매를 먹은 능력자로 자신의 몸을 매개로 하여금 블랙홀(인력)을 발동하여 생성된 검은 소용돌이로 주위의 물체를 끌어당겨 자신의 손에 붙잡힌 악마의 열매 능력자의 능력을 일시적으로 빼앗는 힘을 사용한다. 자신과의 전투에서 패배한 '불주먹' 故 에이스를 해군에게 넘김으로써 비어있는 칠무해 자리를 꿰차지만 그 칠무해라는 직위의 권한을 구실로 임펠 다운에 무력 입성하여 임펠 다운의 간수장 비의 시류와 Lv.6의 전설의 죄수들을 동료로 삼고서 마젤란을 쓰러뜨린뒤 마린포드에 등장하여 흰 수염을 살해하고 이형으로 된 자신의 독특한 몸 구조로 흰 수염이 가진 흔들흔들 열매의 능력까지 약탈하였다. 정상전쟁 이후에는 예전 흰 수염의 영역을 자신의 영역으로 삼으며 급격하게 세력을 확장해 새로운 사황이 되었으며, 사황이 된 후의 현상금은 22억 4760만 베리로 밝혀졌지만, 얼마 뒤 현상금이 39억 9600만 베리로 증가했다.
1. ↑  사황 중 카이도와 빅 맘(샬롯 링링)을 쓰러뜨려 현상금이 각각 30억 베리로 오른 루피,로,키드 보다 9억 9600만 베리가 더 높다. 하지만, 흰 수염, 카이도, 빅 맘, 샹크스보다는 낮다.
2. ↑  사황이 된 직후 처음으로 현상금이 공개된 후 얼마 안되서 금액이 17억 4840만 베리가 더 올라감.
3. ↑  2년후 사황이 된 직후  얼마안가  현상금액이 17억 4840만 베리가 올라갔다.